# Werner Korte
Werner Ferdinand Korte (* 29. Mai 1906 in Münster; † 26. November 1982 ebenda) war ein deutscher Musikwissenschaftler.

## Leben und Wirken
Werner Korte studierte Musikwissenschaft in Münster, Freiburg und Berlin wurde 1928 in Berlin promoviert. Er war von 1928 bis 1931 Assistent an der Universität Heidelberg. 1932 wurde er bei Karl Gustav Fellerer habilitiert. Im selben Jahr wurde er auch dessen Nachfolger als Leiter des von Fritz Volbach aufgebauten Musikwissenschaftlichen Seminars an der Universität Münster. Zum 1. Mai 1937 trat er der NSDAP bei (Mitgliedsnummer 5.830.875) und wurde im selben Jahr zum außerordentlichen Professor ernannt. Nach dem Krieg wurde er im Jahre 1946 trotz einer negativen Beurteilung im Entnazifizierungsverfahren zum ordentlichen Professor ernannt. Bis zu seiner Emeritierung im Jahre 1973 trug er, auch mit den Konzerten des Collegium musicum instrumentale der Universität, Wesentliches zum Musikleben der Stadt bei. In der Fachwelt machte er sich einen Namen mit Studien zu Bach, Beethoven, Schumann, Bruckner und Brahms.

## Schriften (Auswahl)
- Die Harmonik des frühen XV. Jahrhunderts in ihrem Zusammenhang mit der Formtechnik, Dissertation Berlin 1929.
- Studie zur Geschichte der Musik in Italien im ersten Viertel des 15. Jahrhunderts. Bärenreiter-Verlag, Kassel 1933.
- Robert Schumann. Athenaion, Potsdam 1937.
- Musik und Weltbild: Bach, Beethoven. E. A. Seemann, Leipzig 1940.
- Bruckner und Brahms. Die spätromantische Lösung der autonomen Konzeption. Hans Schneider, Tutzing 1963.
- De musica. Monolog über die heutige Situation der Musik. Hans Schneider, Tutzing 1966.